# Fahnersche Höhe - Ballstädter Holz
Fahnersche Höhe - Ballstädter Holz este o arie protejată (arie specială de conservare — SAC, sit de importanță comunitară — SCI) din Germania întinsă pe o suprafață de 1.259 ha, integral pe uscat.

## Localizare
Centrul sitului Fahnersche Höhe - Ballstädter Holz este situat la coordonatele 51°02′59″N 10°46′41″E / 51.0497°N 10.7781°E.

## Înființare
Situl Fahnersche Höhe - Ballstädter Holz a fost declarat sit de importanță comunitară în septembrie 2000 pentru a proteja 1 specie de plante și 5 specii de animale. Situl a fost protejat și ca arie specială de conservare în iulie 2008.

## Biodiversitate
Situată în ecoregiunea continentală, aria protejată conține 6 habitate naturale: Lacuri eutrofice naturale cu vegetație de tip Magnopotamion sau Hydrocharition, Pajiști uscate seminaturale și facies de acoperire cu tufișuri pe substraturi calcaroase (Festuco-Brometalia) (* situri importante pentru orhidee), Pajiști cu Molinia pe soluri calcaroase, turboase sau argilos-nămoloase (Molinion caeruleae), Fânețe de joasă altitudine (Alopecurus pratensis, Sanguisorba officinalis), Păduri de fag Asperulo-Fagetum, Păduri de stejar și carpen Galio-Carpinetum.
La baza desemnării sitului se află mai multe specii protejate:
- plante (1): papucul doamnei (Cypripedium calceolus)
- păsări (3): ciocănitoarea de stejar (Dendrocopos medius), gaia neagră (Milvus migrans), gaia roșie (Milvus milvus)
- amfibieni (1): triton cu creastă (Triturus cristatus)
- mamifere (1): liliac comun (Myotis myotis)

Pe lângă speciile protejate, pe teritoriul sitului au mai fost identificate 16 specii de plante, 3 specii de amfibieni, 2 specii de mamifere, 1 specie de nevertebrate, 1 specie de reptile.